# Koza Wielka
Koza Wielka – wieś w Polsce położona w województwie wielkopolskim, w powiecie kępińskim, w gminie Perzów.
W latach 1975–1998 miejscowość administracyjnie należała do województwa kaliskiego.
W okresie międzywojennym w miejscowości stacjonowała placówka Straży Granicznej I linii „Koza Wielka”.

## Zabytki
Do wojewódzkiego rejestru zabytków wpisane są:
- drewniany kościół filialny pod wezwaniem świętych Filipa i Jakuba z przełomu XVII i XVIII wieku